# Ingólfur Arnarson

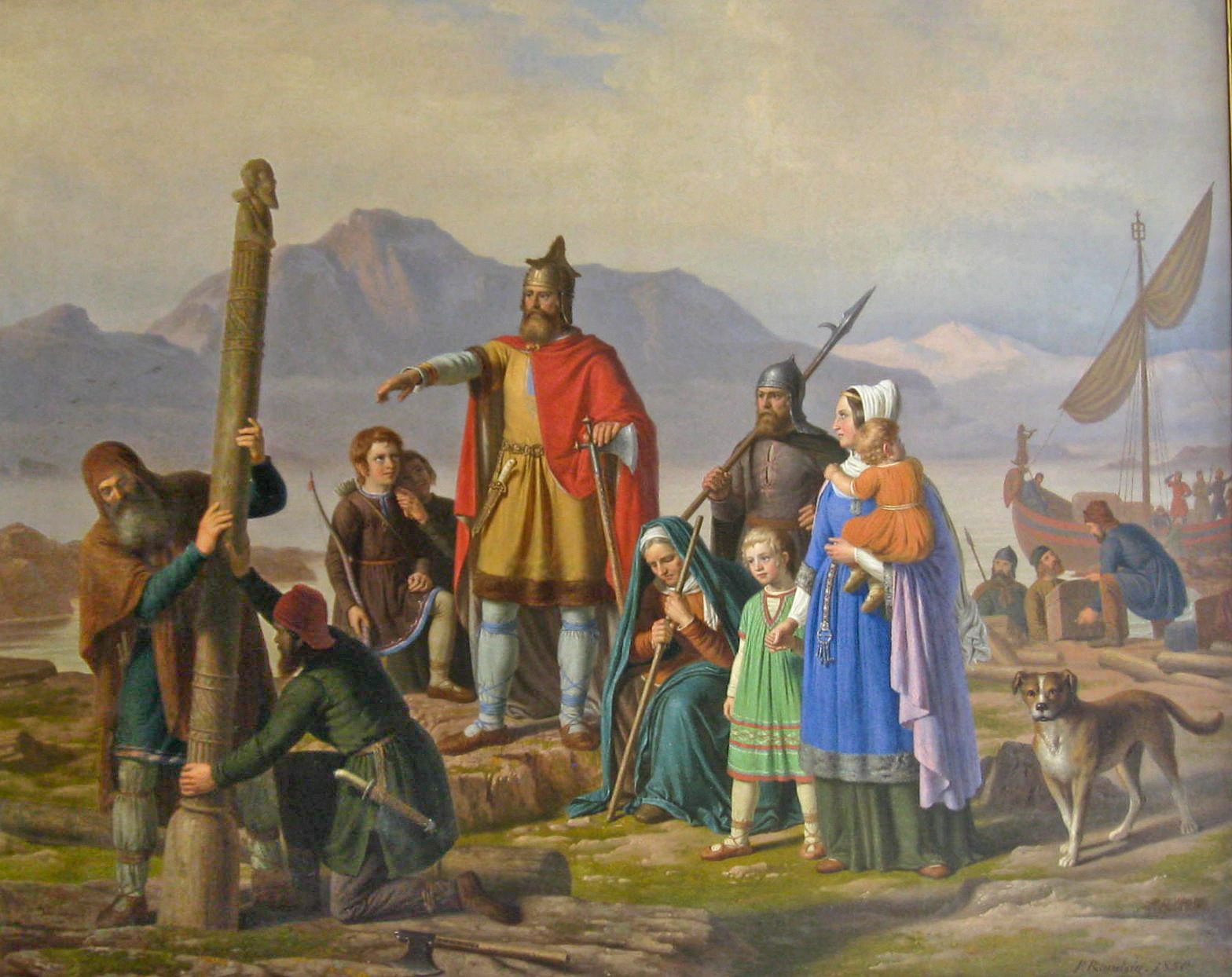
Ingólfur Arnarson

Ingólfur Arnarson (soms ook wel Björnólfsson genoemd) was een Noors stamhoofd dat Noorwegen ontvluchtte en besloot naar IJsland af te reizen (zie ook: Geschiedenis van IJsland). Hij zou de eerste blijken te zijn die zich met zijn vrouw Hallveig Fróðadóttir en stamgenoten permanent op IJsland zou vestigen. Toen hij de zuidkust van IJsland naderde, gooide hij, naar destijds vigerend heidens gebruik, twee heilige, aan de Noorse god Þor (ofwel Thor) gewijde houten balken (de Öndvegissúlur) overboord en zwoer dat hij, op de plaats waar ze aan land zouden spoelen, zijn boerderij zou bouwen. Zijn slaven Karli en Vífil vonden de balken ongeveer 3 jaar later terug aan de zuidwestkust van de baai Faxaflói en Ingólfur vestigde zich er omstreeks 877. Hij noemde deze plek Reykjavík (Rookbaai), omdat hij stoom zag oprijzen uit de hete bronnen in de omgeving, die hij aanvankelijk voor rook aanzag (stoom uit de grond was voor de Noren een onbekend fenomeen). Reykur betekent rook en vík is kleine baai of inham. Deze plaats is nu de hoofdstad van IJsland. In Reykjavík zijn de straten Karlagata en Vífilsgata naar de beide slaven vernoemd.
Ingólfur verbleef zijn eerste winter van 874 bij Ingólshöfði, een kaap van 1200 bij 750 meter en 76 meter hoog. Vroeger stond deze kaap aan de kust, maar ligt nu door het omhoogrijzen van IJsland sinds de laatste ijstijd een paar honderd meter landinwaarts. Zijn pleegbroer Hjörleif Hróðmarsson kwam een eind westelijker aan land, bij het huidige Hjörleifshöfði (een tufsteen voorgebergte dat vanuit de legende naar hem is vernoemd). Hjörleif werd daar door zijn slaven vermoord (zie ook Westman-eilanden) en werd daar door Karli en Vífil, die naar de Öndvegissúlur op zoek waren, gevonden. Op deze plaats verbleef Ingólfur tijdens zijn tweede overwintering. De derde winter bracht hij bij Fjallstún (bergweide) door, vlak bij de Ingólfsfjall (een berg van 551 meter hoog even ten noorden van de plaats Selfoss) en de daarbij liggende heuvel Inghóll, waar, volgens de legenden, Ingólfur na zijn dood is begraven.